# St. Thomas am Blasenstein
St. Thomas am Blasenstein, Sankt Thomas am Blasenstein – gmina targowa w Austrii, w kraju związkowych Górna Austria, w powiecie Perg. Liczy 917 mieszkańców (1 stycznia 2015).